# Michał Łazarski (polityk)
Michał Łazarski, ps. „Biebrza”, „Józef” (ur. 29 września 1896 w Sztabinie, zm. 1 sierpnia 1944 w Warszawie) – porucznik Armii Krajowej, działacz niepodległościowy, kawaler Orderu Virtuti Militari, rolnik, poseł na Sejm RP II, III i IV kadencji (1928–1938) oraz senator V kadencji (1938–1939).

## Życiorys
Urodził się 29 września 1896 w Sztabinie, w ówczesnym powiecie augustowskim guberni suwalskiej, w rodzinie Józefa i Teofilii z Górskich. W 1910 ukończył szkołę powszechną w rodzinnej wsi.
W młodości pracował jako rolnik na gospodarstwie w Sztabinie. W 1917 wstąpił do Polskiej Organizacji Wojskowej i został komendantem Obwodu POW Sztabin. W 1919 z polecenia ówczesnego komendanta Okręgu POW majora Adama Rudnickiego przeprowadził kilka akcji wywiadowczych i dywersyjnych skierowanych przeciwko oddziałom niemieckim. 15 stycznia 1919 wstąpił do Wojska Polskiego. Dowodzony przez niego oddział partyzancki został włączony do suwalskiego pułku strzelców (późniejszego 41 pułku piechoty) jako jego 10. kompania. W szeregach tego pułku walczył na wojnie z bolszewikami. W zastępstwie ciężko rannego dowódcy 10. kompanii objął jej dowództwo. W grudniu 1920 został zdemobilizowany. W czerwcu 1935 był podoficerem pospolitego ruszenia.
9 września 1921 dowódca III batalionu podporucznik Edward Żórawski sporządził „wniosek na odznaczenie orderem «Virtuti Militari»”, w którym napisał: „we wrześniu 1920 r. po zdobyciu Lidy przez nasze oddziały, III/41 Suw[alskiego]. p[ułku]. p[iechoty]. otrzymał zadanie odcięcia drogi cofającej się dywizji bolszewickiej. St[arszy]. sierż[ant]. Łazarski z plutonem obsadził na skraju lasu gościniec prowadzący do wsi Krupa. Pomimo rozpaczliwych ataków następującej kolumny nieprzyjacielskiej sierżant Łazarski nie ustąpił z zajmowanej pozycji, a manewrując umiejętnie sekcjami i K[arabinem]. M[aszynowym]., przechodząc jednocześnie kilka razy do ataku, przyczynił się do otoczenia i wzięcia do niewoli z całym taborem rozproszonej w lesie dyw[izji]. bolszewickiej”. Wniosek został poparty przez dowódcę pułku majora Kazimierza Hozera, dowódcę brygady podpułkownika Bolesława Popowicza, dowódcę 1 Dywizji Legionów pułkownika Stefana Dąb-Biernackiego i dowódcę 2 Armii generała porucznika Edwarda Śmigłego-Rydza. Opis tego czynu został opublikowany 21 sierpnia 1932 na łamach „Żołnierza Polskiego”.
Po zakończeniu służby wojskowej organizował kółka rolnicze i spółdzielnie mleczarskie w województwie białostockim. Był samorządowcem: zasiadał w Radzie Gminnej i Wydziale Powiatowym w Augustowie oraz Radzie Wojewódzkiej w Białymstoku. Pełnił obowiązki prezesa Okręgowego Towarzystwa Rolniczego oraz radcy Izby Rolniczej w Białymstoku. Założył w rodzinnej wsi Związek Strzelecki i Straż Ochotniczą. W Związku Strzeleckim posiadał stopień funkcyjny „kompanijny”.
W 1928 uzyskał mandat posła na Sejm II kadencji z listy BBWR w okręgu Grodno–Suwałki. W 1930 ponownie wybrano go na posła w tym samym okręgu i z ramienia tego samego ugrupowania. 8 września 1935 uzyskał mandat w systemie większościowym w okręgu nr 43 Suwałki. 13 listopada 1938 został wybrany senatorem w województwie białostockim z ramienia Obozu Zjednoczenia Narodowego. W lutym 1939 został przewodniczącym Rady Okręgowej OZN w Białymstoku.
W czasie okupacji niemieckiej służył w Armii Krajowej, w 4 Rejonie Obwodu VI Praga, w szeregach zgrupowania 1604 lub jako dowódca zgrupowania. Najprawdopodobniej (relacja rodziny) zginął w dniu wybuchu powstania 1 sierpnia 1944 na ul. Markowskiej w Warszawie. Został pochowany na Cmentarzu Bródnowskim.
Był żonaty z Adelą z Sidorowiczów, z którą miał dwóch synów: Józefa (ur. 1928) i Edmunda (ur. 1930).

## Ordery i odznaczenia
- Krzyż Srebrny Orderu Virtuti Militari nr 4865 – 1921[19][20][2]
- Krzyż Srebrny Orderu Virtuti Militari – 28 sierpnia 1944[3]
- Krzyż Niepodległości z Mieczami – 6 czerwca 1931 „za pracę w dziele odzyskania niepodległości”[21][22][23]
- Order Odrodzenia Polski[24]
- Krzyż Walecznych[25]
- Krzyż Zasługi[26]